# Psalm 121

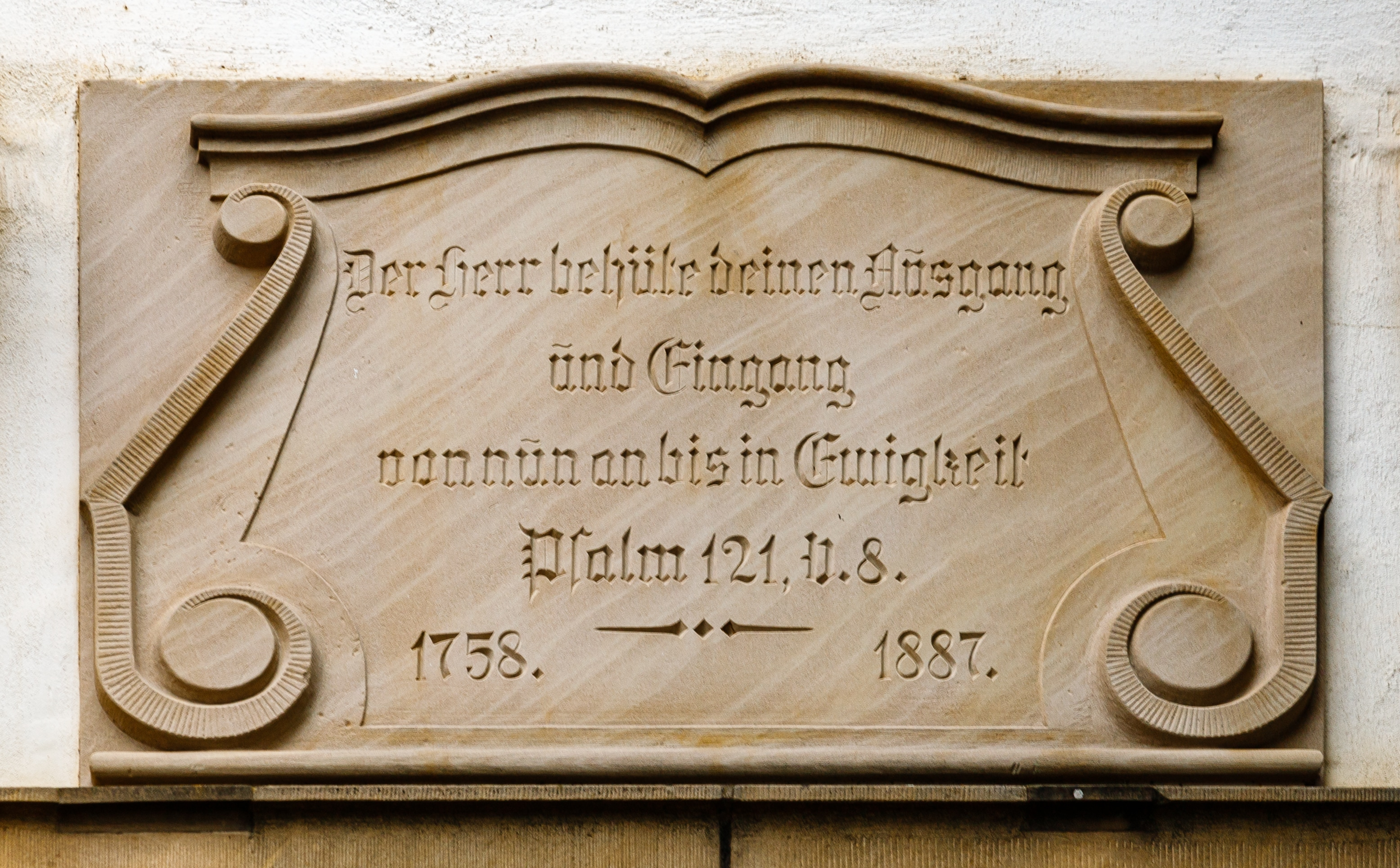
Psalm 121 in Hochdorf Assenheim, Langstraße 23

Der 121. Psalm (= der 120. Psalm nach der Zählung der Septuaginta und der Vulgata) ist einer der bekannteren Psalmen der Hebräischen Bibel und des Alten Testamentes der Bibel. Mit nur acht Versen gehört er zu den kürzeren Psalmen.

## Inhalt
Der Psalm 121 gehört zu dem Abschnitt des Psalmenbuchs, der Das Große Hallel genannt wird (Psalm 120–136). Die originale Überschrift (Vers 1) lautet Ein Wallfahrtslied.
Es wird angenommen, dass der Text von den Pilgern auf dem Weg nach Jerusalem gesungen wurde. Am Beginn der Wallfahrt bzw. des Aufstiegs ins Judäische Bergland versichert sich der Pilger der Hilfe JHWHs. Der Psalm spricht die Gewissheit aus, dass Gott Tag und Nacht Schutz bietet, und dass, wer ihm vertraut, auf dem Weg geborgen ist. Dabei geht die Ich-Rede schon im dritten Vers in die (Selbst-?)Anrede des Beters über und in Vers 7 in die Form des Segens. Das lässt auf ein Wechselgebet mit verschiedenen Sängern oder Sängergruppen schließen.
Ein einzelner Verfasser des Psalms ist nicht bekannt. Möglicherweise handelt es sich, wie bei anderen Psalmen, um einen „gewachsenen“ Text.

## Deutsche Übersetzungen
| Vers | Hebräisch                                   | Übersetzung von Martin Luther                                                        |
| ---- | ------------------------------------------- | ------------------------------------------------------------------------------------ |
| 1    | שִׁ֗יר לַֽמַּ֫עֲל֥וֹת אֶשָּׂ֣א עֵ֭ינַי אֶל־הֶהָרִ֑ים מֵ֝אַ֗יִן יָבֹ֥א עֶזְרִֽי׃ | „Ein Wallfahrtslied.“ Ich hebe meine Augen auf zu den Bergen, woher kommt mir Hilfe? |
| 2    | :עֶ֭זְרִי מֵעִ֣ם יְהֹוָ֑ה עֹ֝שֵׂ֗ה שָׁמַ֥יִם וָאָֽרֶץ                | Meine Hilfe kommt vom HERRN, der Himmel und Erden gemacht hat.                       |
| 3    | :אַל־יִתֵּ֣ן לַמּ֣וֹט רַגְלֶ֑ךָ אַל־יָ֝נ֗וּם שֹׁמְרֶֽךָ              | Er wird deinen Fuß nicht gleiten lassen, und der dich behütet, schläft nicht.        |
| 4    | :הִנֵּ֣ה לֹֽא־יָ֭נוּם וְלֹ֣א יִישָׁ֑ן שׁ֝וֹמֵ֗ר יִשְׂרָאֵֽל            | Siehe, der Hüter Israels schläft und schlummert nicht.                               |
| 5    | יְהֹוָ֥ה שֹׁמְרֶ֑ךָ יְהֹוָ֥ה צִ֝לְּךָ֗ עַל־יַ֥ד יְמִינֶֽךָ׃             | Der HERR behütet dich; der HERR ist dein Schatten über deiner rechten Hand,          |
| 6    | יוֹמָ֗ם הַשֶּׁ֥מֶשׁ לֹֽא־יַכֶּ֗כָּה וְיָרֵ֥חַ בַּלָּֽיְלָה׃               | dass dich des Tages die Sonne nicht steche noch der Mond des Nachts.                 |
| 7    | :יְֽהֹוָ֗ה יִשְׁמׇרְךָ֥ מִכׇּל־רָ֑ע יִ֝שְׁמֹ֗ר אֶת־נַפְשֶֽׁךָ             | Der HERR behüte dich vor allem Übel, er behüte deine Seele.                          |
| 8    | :יְֽהֹוָ֗ה יִשְׁמׇר־צֵאתְךָ֥ וּבוֹאֶ֑ךָ מֵ֝עַתָּ֗ה וְעַד־עוֹלָֽם         | Der HERR behüte deinen Ausgang und Eingang von nun an bis in Ewigkeit!               |

Weitere Übersetzungsvarianten – auch in andere Sprachen – sowie der hebräische Text finden sich unter Ps 121,1–8  (hier voreingestellt auf die Einheitsübersetzung).

## Wirkungsgeschichte
Psalm 121 wird als Segen für Reisende und als Pilgersegen verwendet. Er gehört zu den Texten, die im Rahmen der Sterbebegleitung, insbesondere bei der Aussegnung Verstorbener, sowie bei kirchlichen Trauerfeiern gerne verwendet werden.
Neben den im orthodoxen Gebetsleben üblichen Einleitungsgebeten zum Morgen- und Abendgebet soll die tägliche Gebetsregel des Gläubigen auch Psalm 121 enthalten.
Eine Reihe von Psalmliedern sind Nachdichtungen:
- Ich heb mein’ Augen sehnlich auf von Cornelius Becker
- Ich erhebe, Herr, zu dir meiner beiden Augen Licht von Paul Gerhard
- Wenn ich in Angst und Not mein’ Augen heb empor von Matthäus Apelles von Löwenstern
- Ich hebe meine Augen auf und seh die Berg hinan von Johann Hermann Schein
- Ich hebe meiner Augen Licht zu Gott, der Hilfe sendet

## Rezeptionen
Psalm 121 ist oft vertont worden. In seiner lateinischen Fassung Levavi oculos finden sich dazu Motetten von Orlando di Lasso, Herbert Howells und Vytautas Miškinis. Zu den bekanntesten deutschen Vertonungen gehört Felix Mendelssohn Bartholdys Hebe deine Augen auf, ursprünglich ein Terzett aus dem Oratorium Elias, gefolgt vom vierstimmigen Chor Siehe, der Hüter Israels (op. 70, 1846). Heinrich Schütz schuf eine Fassung (SWV 31) für einen vierstimmigen Favorit-, zwei vierstimmige Capell-Chöre und Basso continuo. Carl Loewe komponierte 1848 Hinauf zu jenen Bergen für gemischten Chor a cappella zu einer Paraphrase des Psalms von Wilhelm Telschow (1809–1872). Von Joachim Raff stammt eine Vertonung des Textes für Soli, Chor und Orchester aus dem Jahr 1848 (unveröffentlicht). Die Zeile „der HERR ist dein Schatten über deiner rechten Hand“ wurde im Lied Vater Unser von E Nomine aufgenommen.
Eine kammermusikalische Form der Vertonung legte die Amerikanerin Emma Lou Diemer im Jahr 2000 mit ihrem Werk Psalm 121 for Organ, Brass and Percussion vor.
In dem Intermezzo lirico verarbeitete der Komponist Jörg Duda den Psalm 121 für Fagott und Orgel.
Psalm 121 wird in Israel am Gedenktag für gefallene israelische Soldaten und Terroropfer – Jom haZikaron – gesungen.